# Примо, Гефен
Гефен Примо (ивр. גפן פרימו‎; род. 26 марта 2000, Ган ха-Шомрон) — израильская дзюдоистка, бронзовый призёр чемпионата мира 2021 года, призёр чемпионатов Европы. 

## Биография
Гефен Примо борется в полулегком весе в весовой категории до 52 килограммов. В 2017 году на чемпионате Европы среди кадетов она завоевала серебряную медаль. Три месяца спустя израильская спортсменка стал третьей на чемпионате Европы среди юниоров.
На взрослом чемпионате Европы 2018 года, который проходил в Тель-Авиве она проиграла в четвертьфинале Эвелин Чопп из Швейцарии, но сумела через утешительные бои завоевать бронзовую медаль, одержав в решающих поединках победы над словенкой Аней Штангар и турчанкой Иремой Коркмаз. 
На чемпионате мира в Баку, в 2018 году Примо финишировала седьмой, проиграв в четвертьфинале француженке Амандин Бушар. Четыре недели спустя она вышла в финал юниорского чемпионата мира в Нассау и стала серебряным призёром. 
В 2019 году Гефен Примо заняла третье место на турнире Большого шлема в Баку. В июле 2019 года она выиграла свой первый турнир Гран-при в Монреале. На чемпионате мира в Токио она проиграла в своем первом бою против британки Челси Джайлз.
На чемпионате Европы в 2021 году, который состоялся в апреле в Лиссабоне, она выиграла бронзовую медаль. 
На чемпионате мира 2021 года, который проходил в Венгрии в Будапеште, в июне, Гефен завоевала бронзовую медаль в весовой категории до 52 кг, победив в схватке за третье место узбекскую спортсменку Диёру Келдиёрову.